# Le Bois-Robert
 Le Bois-Robert  es una población y comuna francesa, en la región de Normandía, departamento de Sena Marítimo, en el distrito de Dieppe y cantón de Longueville-sur-Scie.

## Demografía
| 269 | 234 | 247 | 306 | 307 | 273 | 329 | 325 | 297 | 318 | 301 | 293 | 203 | 249 | 256 | 244 | 235 | 210 | 200 | 213 | 185 | 222 | 241 | 267 | 218 | 243 | 260 | 273 | 244 | 204 | 258 | 283 | 280 | 317 | 323 | 323 | 321 | 318 | 316 | 320 | 324 | 331 |
| Para los censos de 1962 a 1999 la población legal corresponde a la población sin duplicidades (Fuente: INSEE [Consultar]) |     |     |     |     |     |     |     |     |     |     |     |     |     |     |     |     |     |     |     |     |     |     |     |     |     |     |     |     |     |     |     |     |     |     |     |     |     |     |     |     |     |